# 伊東潤
伊東 潤（いとう じゅん、1960年6月24日 - ）は、日本の歴史小説作家、ノンフィクション作家。日本推理作家協会会員。

## 略歴
神奈川県横浜市中区生まれ。浅野中学校・高等学校、早稲田大学社会科学部卒業。
東芝テック、日本アイ・ビー・エムを経て、2003年にコンサルタントに転身。
2002年より執筆活動を始め、2007年に初の単行本『武田家滅亡』が発売される。2010年より専業作家となる。
2023年よりBS11の歴史番組『偉人・敗北からの教訓』に解説者として出演。

## 受賞歴
太字は受賞
- 2011年『戦国鬼譚 惨』で第32回吉川英治文学新人賞候補[4]。
- 2011年『黒南風の海』で第1回本屋が選ぶ時代小説大賞受賞[5]。
- 2012年『城を噛ませた男』で第146回直木三十五賞候補[6]。
- 2012年『黒南風の海』で第18回中山義秀文学賞候補。
- 2013年『国を蹴った男』で第148回直木三十五賞候補[7]。
- 2013年『国を蹴った男』で第34回吉川英治文学新人賞受賞[8]。
- 2013年『義烈千秋 天狗党西へ』で第2回歴史時代作家クラブ賞（作品賞）受賞[9]。
- 2013年『巨鯨の海』で第149回直木三十五賞候補[10]。
- 2013年『巨鯨の海』で第4回山田風太郎賞受賞[11]。
- 2014年『王になろうとした男』で第150回直木三十五賞候補[12]。
- 2014年『巨鯨の海』で第1回高校生直木賞受賞[13]。
- 2014年『峠越え』で第20回中山義秀文学賞受賞[9]。
- 2016年『天下人の茶』で第155回直木三十五賞候補[14]。

## 作品

### 小説
- 虚けの舞 織田信雄と北条氏規 - 2006年、彩流社
  - 虚けの舞 - 2013年 講談社 文庫版改題、2022年 幻冬舎
- 武田家滅亡 - 2007年、KADOKAWA
- 山河果てるとも - 2008年、KADOKAWA
  - 山河果てるとも 天正伊賀悲雲録 - 文庫版改題
- 疾き雲のごとく 早雲と戦国黎明の男たち - 2008年、宮帯出版社
  - 文庫化に際し『疾き雲のごとく』に改題し、講談社から出版
- 戦国奇譚 首 - 2009年、講談社
  - 戦国無常 首獲り - 文庫版改題
- 北条氏照 秀吉に挑んだ義将 - 2009年、PHP研究所
- 天下人の失敗学 -2009年、講談社
- 戦国鬼譚 惨 - 2010年、講談社
- 幻海 The legend of Ocean - 2010年 、光文社
- 戦国鎌倉悲譚 剋 - 2011年、講談社
- 北天蒼星 上杉三郎景虎血戦録 - 2011年、角川書店
- 黒南風の海 加藤清正「文禄・慶長の役」異聞 - 2011年、PHP研究所
  - 黒南風の海「文禄・慶長の役」異聞 - 文庫版改題
- 城を嚙ませた男 - 2011年、光文社
- 義烈千秋 天狗党西へ - 2012年、新潮社
- 叛鬼 - 2012年、講談社
- 国を蹴った男 - 2012年、講談社
- 巨鯨の海 - 2013年、光文社
- 王になろうとした男 - 2013年、文藝春秋
- 黎明に起つ - 2013年、NHK出版
- 峠越え - 2014年、講談社
- 実録戦国北条記 戦史ドキュメント  2014年、H&I
- 天地雷動 - 2014年、KADOKAWA
- 野望の憑依者 - 2014年、徳間書店
- 池田屋乱刃 - 2014年、講談社
- 死んでたまるか - 2015年、新潮社
  - 維新と戦った男 大鳥圭介 - 文庫版改題
- 武士の碑 - 2015年、PHP研究所
- 鯨分限 - 2015年、光文社
- 天下人の茶 - 2015年、文藝春秋
- 吹けよ風 呼べよ嵐 - 2016年、祥伝社
- 敗者烈伝 2016年、実業之日本社
- 横浜1963 - 2016年、文藝春秋
- 江戸を造った男 - 2016年、朝日新聞
- 走狗 - 2016年、中央公論
- 城をひとつ - 2017年、新潮社
- 悪左府の女 - 2017年、文藝春秋
- 西郷の首 - 2017年、角川書店
- 修羅の都 - 2018年、文藝春秋
- ライトマイファイア - 2018年、毎日新聞
- 男たちの船出 - 2018年、光文社
- 真実の航跡 - 2019年、集英社
- 家康謀殺 - 2019年、KADOKAWA
- 潮待ちの宿 - 2019年、文藝春秋
- 茶聖 - 2020年、幻冬舎
- 囚われの山 - 2020年、中央公論新社
- もっこすの城 熊本築城始末 - 2020年、KADOKAWA
- 北条五代 - 2020年、朝日新聞出版 - 火坂雅志との共著。火坂の急逝で未完になった作品を伊東が完成させた[15][16]。
- 覇王の神殿 日本を造った男・蘇我馬子 - 2021年、潮出版
- 琉球警察 - 2021年、角川春樹事務所
- 夜叉の都 - 2021年、文藝春秋
- 威風堂々 - 2022年、中央公論新社
- 天下を買った女 - 2022年、KADOKAWA
- 修羅奔る夜 - 2022年、徳間書店
- 天下大乱 - 2022年、朝日新聞出版
- 一睡の夢 家康と淀殿 - 2022年、幻冬舎

### 連載小説
- 鋼鉄の城塞 ヤマトブジシンスイス - 2023年、日本海新聞

### 実用書
- 天下人の失敗学 - 2009年、講談社
- 敗者烈伝 - 2016年、実業之日本社

### 歴史ノンフィクション
- 関東戦国史と御館の乱 - 2011年、洋泉社、乃至政彦：共著
- 武士の王・平清盛 - 2011年、洋泉社
- 城を攻める 城を守る - 2014年、講談社
- 実録戦国北条記 戦史ドキュメント - 2014年、H&I
  - 戦国北条記 - 文庫版改題
- 北条氏康 関東に王道楽土を築いた男 - 2017年 PHP研究書、板嶋恒明：共著
- 幕末雄藩列伝 - 2017年、KADOKAWA
- 歴史作家の城めぐり - 2018年、プレジデント社
- 鎌倉殿を歩く 一九九年の記憶 - 2021年、歴史探訪社

## 出演
- 偉人・敗北からの教訓（BS11） - 解説（2023年6月3日 - ）[17]